# Entrée de Guillaume d'Orange à Bruxelles

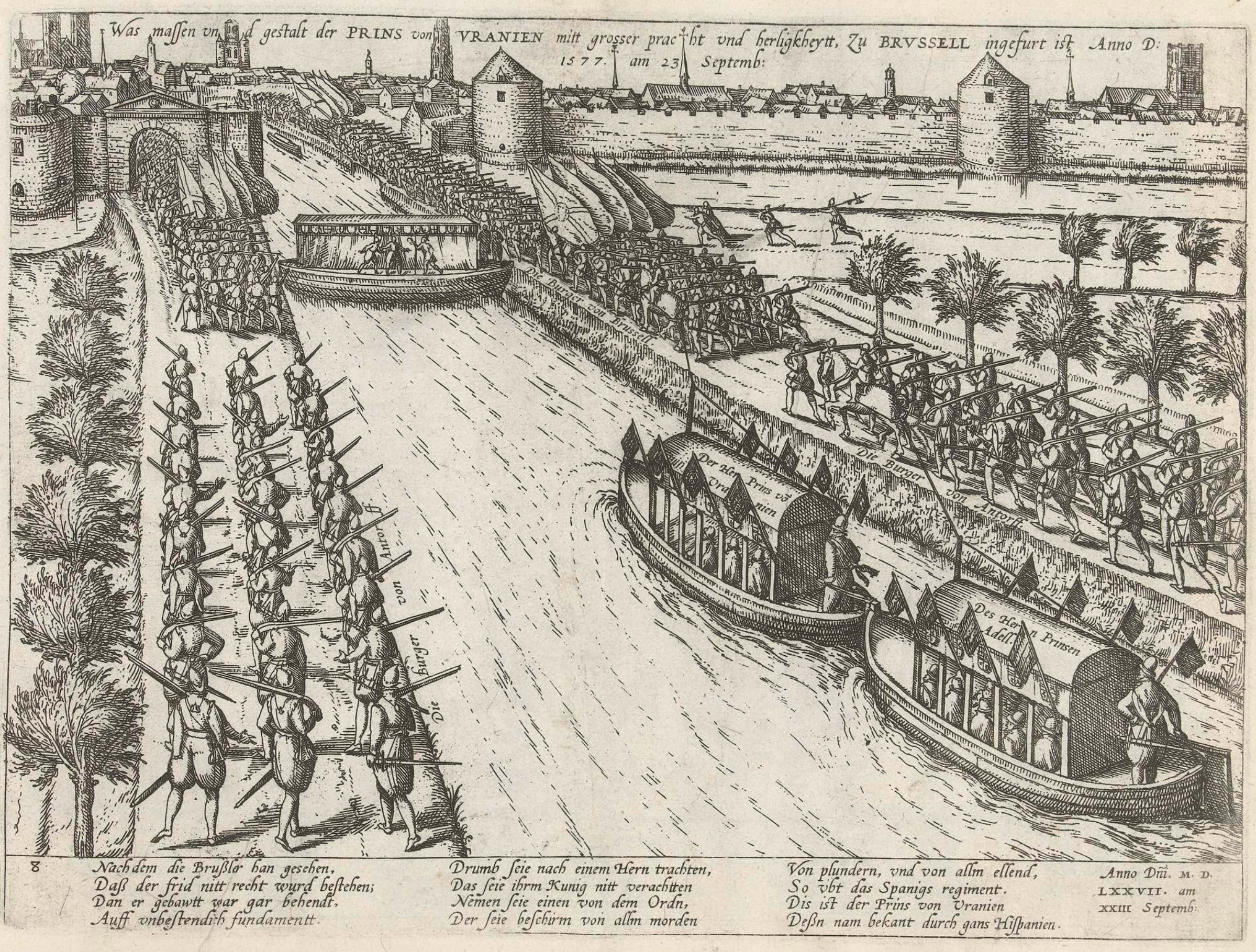
La Joyeuse Entrée du Prince d'Orange à Bruxelles. Gravure tirée des Nassausche Oorloghen de Frans Hogenberg.

L'entrée de Guillaume d'Orange à Bruxelles a lieu le 22 septembre 1577. Cette visite est effectuée à la demande des États généraux, qui font venir le prince en tant que libérateur, en organisant une Joyeuse Entrée, qui fait fi des symboles de l'ancien régime. Au lieu de la route traditionnelle le long de la Porte de Louvain, du palais du Coudenberg et de l'église Saint-Michel, Guillaume d'Orange pénètre dans la ville par le nouveau canal de Willebroek et la Porte du Rivage pour se terminer au palais de Nassau (nl). Cette entrée marque le début de la République de Bruxelles.